# Lardosa
Lardosa é uma povoação portuguesa do Município de Castelo Branco que é sede da Freguesia de Lardosa, freguesia com 44,47 km² de área e 888 habitantes (censo de 2021), e, portanto, com uma densidade populacional de 20 hab./km².

## Geografia

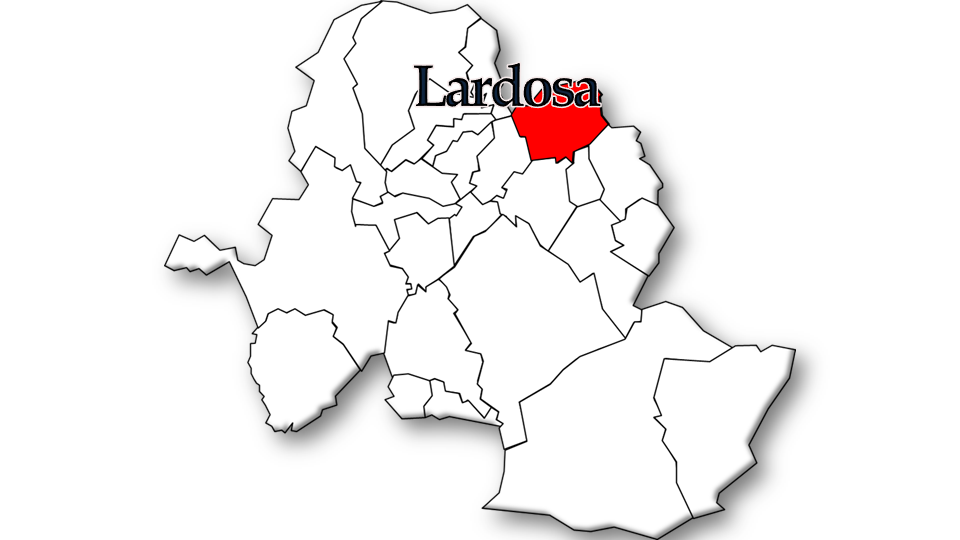
Localização no Município de Castelo Branco

Fica situada no extremo norte do município de Castelo Branco e seu limite com o do Fundão, na estrada em direção à freguesia de Lousa. A localidade fica situada a cerca de 18 km da sede do município, fazendo ainda parte da sua freguesia a aldeia anexa de Vale da Torre, a cerca de 4 km de distância.

## Demografia
A população registada nos censos foi:
| Distribuição da População por Grupos Etários | Distribuição da População por Grupos Etários | Distribuição da População por Grupos Etários | Distribuição da População por Grupos Etários | Distribuição da População por Grupos Etários |
| -------------------------------------------- | -------------------------------------------- | -------------------------------------------- | -------------------------------------------- | -------------------------------------------- |
| Ano                                          | 0-14 Anos                                    | 15-24 Anos                                   | 25-64 Anos                                   | > 65 Anos                                    |
| 2001                                         | 108                                          | 109                                          | 498                                          | 329                                          |
| 2011                                         | 95                                           | 64                                           | 460                                          | 342                                          |
| 2021                                         | 84                                           | 67                                           | 385                                          | 352                                          |

## História
A povoação de Lauridosa, terra de louros ou loureiros, atual Lardosa, aparece citada num documento datado do século IX (882). Foram encontrados vestígios de romanização (fontes romanas) e até ainda mais antigas do período calcolítico.
Em 1225, Pedro e Ermesinda, Raimundo e sua esposa Joana assumiram o compromisso de procerem ao povoamento da freguesia. Em 1264, D. Joana cedeu Lardosa à Ordem do Templo que tinha a incumbência de combater os muçulmanos e instituir o cristianismo nos locais onde era implantada.
Lardosa quando incluída no conjunto de povoações pertencentes ao concelho de Alpedrinha terá sofrido a forte influência de uma tradição municipal. Em 1675, D. Pedro II de Portugal outorgou-lhe o nome de vila, mas ao que parece já teria municipalismo próprio.
Até 1836, a freguesia estava enquadrada no concelho de Castelo Novo (entretanto extinto), hoje freguesia do Município do Fundão. 
Uma das freguesias mais populosas do Município de Castelo Branco, Lardosa viu uma parte importante da sua população imigrar nos anos 60, muitos deles para França.

## Economia
As principais atividades económicas são a agricultura (olivicultura e fruticultura (citrinos), pastorícia (gado ovino), pequenas indústrias ligadas à agricultura (lagares de azeite e produção de queijo) e comércio. Desde o início dos anos 2000, o tecido económico da Lardosa diversificou-se. Assim sendo, podemos encontrar na freguesia várias estufas, viveiros, bem como produtores de fruta. É na Lardosa que se encontra a Concessionária Globalvia (auto-estradas da Beira Baixa), junto da A23 e da EN18. Outro exemplo da crescente diversificação da economia lardosense, a empresa Ecositana, empresa construtora de casas de madeira.

## Património
Na freguesia existem entre outros os seguintes monumentos arquitetónicos:
- Igreja matriz de Lardosa
- Capela de Santo António, Capela de São Sebastião, Capela do Espírito Santo e Capela de Nossa Senhora de Fátima
- Fonte Coberta
- Fonte Devesa
- Cruzeiro dos Centenários de Lardosa

## Turismo
Além dos monumentos atrás citados pode-se passear e tomar banho na Barragem da Marateca. Existem na freguesia estabelecimentos de turismo rural.

## Gastronomia
As principais especialidades gastronómicas da freguesia são:
- Borrego assado no forno ou estufado
- Bucho recheado
- Coscoréis
- Tremoços
- Filhós
- Borrachões com aguardente e vinho.

## Artesanato
Nesta freguesia é produzido o bordado de Castelo Branco e queijos (queijarias por toda a freguesia).

## Festas e romarias
- Festa do Bodo e S. Sebastião (20 de janeiro);
- Nossa Senhora de Fátima (13 de maio);;
- Santo António, em agosto (segunda-feira de Espírito Santo);
- Festa da Flor, em Vale da Torre (8, 9 e 10 de Julho).

## Feiras
- 20 de janeiro
- 2º domingo de maio
- 13 de setembro
- Feira do Feijão Frade na 2.ª semana de outubro
- São Martinho (anual a 11 de novembro)

Há uma feira mensal no primeiro sábado de cada mês.

## Desporto
O Centro Popular de Cultura e Desporto de Lardosa teve uma equipa de futebol sénior que jogou no campeonato distrital de futebol de Castelo Branco nos anos '80, '90 e 2000. Chegou a obter bons resultados na 2.ª Distrital nos anos '80 (segundos e terceiros lugares), tendo mesmo alcançado um 3º lugar na 1º Divisão Distrital. Após uma breve pausa - tendo participado nos inter-aldeias de futebol de 11 - voltou a ter uma equipa nas provas distritais em 2005, tendo acabado com o futebol federado em 2010. Houve também torneios de tiro ao prato no início dos anos 2000. Ao nível desportivo tem participado recentemente em torneios de futsal.

## Coletividades
As principais coletividades da freguesia da Lardosa são:
- Associação Social Recreativa e Cultural de Vale da Torre, onde se insere o Grupo de Cantares de Vale da Torre;
- Centro Popular de Cultura e Desporto de Lardosa;
- Núcleo de Intervenção Cultural de Lardosa;
- Associação "Os Loureiros" da Lardosa, onde se incluem o Rancho Folclórico, o Grupo de Cantares e o Grupo de Bombos